# Brooklyn Academy of Music
Pour les articles homonymes, voir BAM.
Résidence
La Brooklyn Academy of Music ou BAM est une salle de spectacles et un centre culturel situé dans Brooklyn à New York aux États-Unis.

## Historique
Elle a été fondée en 1861 au 176-194 Montague Street dans le quartier de Brooklyn Heights et était dédiée à la Philharmonic Society of Brooklyn. Elle hébergeait une grande salle de 2 200 places, ainsi qu'une plus petite salle de concert. Après l'incendie du bâtiment en 1903, la BAM a été transférée dans le quartier chic et aujourd'hui tendance de Fort Greene au 30 Lafayette Avenue. L'inauguration de la nouvelle salle s'est faite en 1908 avec une série de concerts où fut présentée en point d'orgue le Faust de Charles Gounod avec Geraldine Farrar et Enrico Caruso dans les rôles principaux.
La BAM est aujourd'hui composée :
- du BAM Howard Gilman Opera House, principale salle de 2 109 places.
- du BAM Harvey Lichtenstein Theater, salle annexe de 874 places sur Fulton Street.
- du BAM Rose Cinemas ouvert en 1997, et dédié aux films d'art et d'essai ainsi qu'au cinéma indépendant.

La BAM est aujourd'hui une institution culturelle reconnue internationalement, grâce notamment à son festival annuel, The Next Wave Festival créé en 1983, et à la semaine dite DanceAfrica dédiée aux danses africaines et afro-américaines depuis 1977. La programmation éclectique de la BAM s'oriente essentiellement vers le théâtre (très souvent joué en version originale même lorsqu'il s'agit de pièces en langues étrangères), la danse contemporaine et la danse moderne, ainsi la musique classique américaine. Elle produit régulièrement des spectacles, dont ceux de Mark Morris, chorégraphe en résidence à la BAM. Parmi les artistes atitrés de la BAM on peut citer Philip Glass, Peter Brook, Laurie Anderson, Lee Breuer, Nusrat Fateh Ali Khan, Steve Reich, et Robert Wilson. Du 17 septembre au 12 octobre 2019, la chanteuse Madonna s'y produit dans le cadre de sa tournée théâtrale Madame X Tour.